# Aéroport de Pickle Lake
L'aéroport de Pickle Lake est situé à 1,3 km au sud-ouest de Pickle Lake en Ontario au Canada. Il est desservi par North Star Air Ltd et Wasaya Airways avec des vols réguliers à partir de Thunder Bay et de Sioux Lookout.

## Annexe